# Sainte-Marie-Cappel
 Sainte-Marie-Cappel là một xã ở tỉnh Nord ở miền bắc nước Pháp. Xã này có diện tích 7,56 kilômét vuông, dân số năm 1999 là 848 người. Khu vực này có độ cao trung bình 44 mét trên mực nước biển.